# سالي أو بويز
سالي أو بويز (بالفرنسية: Sailly-au-Bois)‏ هي بلدية تقع في إقليم باد كاليه من منطقة نور با دو كاليه في شمال فرنسا. تبلغ مساحة هذه المدينة 9.28 (كم²)، وترتفع عن سطح البحر 128 م، يبلغ عدد سكانها 270 نسمة حسب إحصاء المعهد الوطني للإحصاء والدراسات الاقتصادية سنة 2009 م. وترأس Yves Pinson البلدية خلال فترة (2008-2014).